# Nuoto ai Giochi della XXXII Olimpiade - 200 metri farfalla femminili
La gara di nuoto dei 200 metri farfalla femminili dei Giochi della XXXII Olimpiade di Tokyo è stata disputata tra il 27 e il 29 luglio 2021 presso il Tokyo Aquatics Centre. Vi hanno partecipato 17 atlete provenienti da 13 nazioni.
La competizione è stata vinta dalla nuotatrice cinese Zhang Yufei, mentre l'argento e il bronzo sono andati rispettivamente alle statunitensi Regan Smith e Hali Flickinger.

## Record
Prima della competizione il record del mondo e il record olimpico erano i seguenti:
| Record mondiale | 2'01"81 | Liu Zige Cina     | 21 ottobre 2009 Jinan, Cina        |
| Record olimpico | 2'04"06 | Jiao Liuyang Cina | 1º agosto 2012 Londra, Regno Unito |

Durante la competizione è stato battuto il seguente record:
| Data      | Evento | Atleta      | Nazione | Tempo   | Record          |
| --------- | ------ | ----------- | ------- | ------- | --------------- |
| 29 luglio | Finale | Zhang Yufei | Cina    | 2'03"86 | Record olimpico |

## Programma
| Data           | Ora (UTC+9) | Turno      |
| -------------- | ----------- | ---------- |
| 27 luglio 2021 | 19:25       | Batterie   |
| 28 luglio 2021 | 10:57       | Semifinali |
| 29 luglio 2021 | 11:28       | Finale     |

## Risultati

### Batterie
| Pos. | Batteria | Corsia | Atleta            | Nazionalità   | Tempo   | Note |
| ---- | -------- | ------ | ----------------- | ------------- | ------- | ---- |
| 1    | 3        | 4      | Zhang Yufei       | Cina          | 2'07"50 | Q    |
| 2    | 2        | 4      | Hali Flickinger   | Stati Uniti   | 2'08"31 | Q    |
| 3    | 1        | 5      | Yu Liyan          | Cina          | 2'08"36 | Q    |
| 4    | 1        | 4      | Regan Smith       | Stati Uniti   | 2'08"46 | Q    |
| 5    | 3        | 5      | Boglárka Kapás    | Ungheria      | 2'08"58 | Q    |
| 6    | 1        | 6      | Svetlana Čimrova  | ROC           | 2'08"84 | Q    |
| 7    | 3        | 3      | Laura Stephens    | Gran Bretagna | 2'09"00 | Q    |
| 8    | 2        | 6      | Alys Thomas       | Gran Bretagna | 2'09"06 | Q    |
| 9    | 2        | 3      | Brianna Throssell | Australia     | 2'09"34 | Q    |
| 10   | 2        | 2      | Helena Bach       | Danimarca     | 2'09"37 | Q    |
| 11   | 3        | 6      | Franziska Hentke  | Germania      | 2'09"98 | Q    |
| 12   | 1        | 2      | Defne Taçyıldız   | Turchia       | 2'10"00 | Q    |
| 13   | 1        | 3      | Suzuka Hasegawa   | Giappone      | 2'10"43 | Q    |
| 14   | 3        | 2      | Ana Monteiro      | Portogallo    | 2'11"45 | Q    |
| 15   | 3        | 7      | Remedy Rule       | Filippine     | 2'12"23 | Q    |
| 16   | 2        | 7      | Julimar Ávila     | Honduras      | 2'15"36 | Q,   |
| -    | 2        | 5      | Katinka Hosszú    | Ungheria      | -       | DNS  |

### Semifinali
| Pos. | Semifinale | Corsia | Atleta            | Nazionalità   | Tempo   | Note |
| ---- | ---------- | ------ | ----------------- | ------------- | ------- | ---- |
| 1    | 2          | 4      | Zhang Yufei       | Cina          | 2'04"89 | Q    |
| 2    | 1          | 4      | Hali Flickinger   | Stati Uniti   | 2'06"23 | Q    |
| 3    | 2          | 3      | Boglárka Kapás    | Ungheria      | 2'06"59 | Q    |
| 4    | 1          | 5      | Regan Smith       | Stati Uniti   | 2'06"64 | Q    |
| 5    | 2          | 5      | Yu Liyan          | Cina          | 2'07"04 | Q    |
| 6    | 2          | 2      | Brianna Throssell | Australia     | 2'08"41 | Q    |
| 7    | 1          | 3      | Svetlana Čimrova  | ROC           | 2'08"62 | Q    |
| 8    | 1          | 6      | Alys Thomas       | Gran Bretagna | 2'09"07 | Q    |
| 9    | 2          | 1      | Suzuka Hasegawa   | Giappone      | 2'09"42 |      |
| 10   | 2          | 6      | Laura Stephens    | Gran Bretagna | 2'09"49 |      |
| 11   | 1          | 1      | Ana Monteiro      | Portogallo    | 2'09"82 |      |
| 12   | 1          | 2      | Helena Bach       | Danimarca     | 2'10"05 |      |
| 13   | 2          | 7      | Franziska Hentke  | Germania      | 2'10"89 |      |
| 14   | 1          | 7      | Defne Taçyıldız   | Turchia       | 2'11"27 |      |
| 15   | 2          | 8      | Remedy Rule       | Filippine     | 2'12"89 |      |
| 16   | 1          | 8      | Julimar Ávila     | Honduras      | 2'16"38 |      |

### Finale
| Pos.    | Corsia | Atleta            | Nazionalità   | Tempo   | Note            |
| ------- | ------ | ----------------- | ------------- | ------- | --------------- |
| Oro     | 4      | Zhang Yufei       | Cina          | 2'03"86 | Record olimpico |
| Argento | 6      | Regan Smith       | Stati Uniti   | 2'05"30 |                 |
| Bronzo  | 5      | Hali Flickinger   | Stati Uniti   | 2'05"65 |                 |
| 4       | 3      | Boglárka Kapás    | Ungheria      | 2'06"53 |                 |
| 5       | 1      | Svetlana Čimrova  | ROC           | 2'07"70 |                 |
| 6       | 2      | Yu Liyan          | Cina          | 2'07"85 |                 |
| 7       | 8      | Alys Thomas       | Gran Bretagna | 2'07"90 |                 |
| 8       | 7      | Brianna Throssell | Australia     | 2'09"48 |                 |